# Persone di nome Scipione
| Questa pagina contiene informazioni ricavate automaticamente dalle voci biografiche con l'ausilio del template Bio e di un bot. L'aggiornamento è periodico e automatico e ricostruisce completamente la pagina. Se manca una persona in questa lista, sei pregato di non aggiungerla, ma accertati piuttosto che la sua voce biografica contenga il template Bio e che i dati anagrafici siano correttamente compilati. Se il template Bio manca, inseriscilo tu stesso o, in alternativa, metti l'avviso {{tmp\|Bio}} che ne segnala la mancanza. Se i dati riportati sono sbagliati, correggi direttamente la voce biografica; le modifiche saranno visibili in questa lista entro pochi giorni. Per chiarimenti vedi il progetto antroponimi. La lista contiene solo le 75 persone che sono citate nell'enciclopedia e per le quali è stato implementato correttamente il template Bio. Pagina aggiornata al 23 mag 2025. |

Questa è una lista di persone presenti nell'enciclopedia che hanno il nome Scipione, suddivise per attività principale.

## Arcivescovi cattolici(1)
- Scipione Ardoino Alcontres, arcivescovo cattolico italiano (Messina, n. 1715 - Messina, † 1778)

## Artisti(1)
- Scipione Delfinone, artista italiano (Milano - Milano, † 1590)

## Astronomi(1)
- Scipione Chiaramonti, astronomo e filosofo italiano (Cesena, n. 1565 - Cesena, † 1652)

## Canottieri(1)
- Scipione Del Giudice, canottiere italiano (Venezia, n. 1888 - † 1950)

## Cardinali(8)
- Scipione Borghese, cardinale e arcivescovo cattolico italiano (Roma, n. 1734 - Roma, † 1782)
- Scipione Caffarelli-Borghese, cardinale, arcivescovo cattolico e collezionista d'arte italiano (Artena, n. 1577 - Roma, † 1633)
- Scipione Cobelluzzi, cardinale, archivista e bibliotecario italiano (Viterbo, n. 1564 - Roma, † 1626)
- Scipione Gonzaga, cardinale e patriarca cattolico italiano (Mantova, n. 1542 - San Martino dall'Argine, † 1593)
- Scipione Lancellotti, cardinale italiano (Roma, n. 1527 - Roma, † 1598)
- Scipione Pannocchieschi, cardinale e arcivescovo cattolico italiano (Siena, n. 1598 - Roma, † 1670)
- Scipione Rebiba, cardinale e arcivescovo cattolico italiano (San Marco d'Alunzio, n. 1504 - Roma, † 1577)
- Scipione Tecchi, cardinale italiano (Roma, n. 1854 - Roma, † 1915)

## Compositori(3)
- Scipione Dentice, compositore italiano (Napoli, n. 1560 - Napoli, † 1633)
- Scipione Lacorcia, compositore italiano
- Scipione Stella, compositore italiano (Napoli, † 1622)

## Condottieri(1)
- Scipione Gonzaga, condottiero e diplomatico italiano (San Martino dall'Argine, n. 1595 - San Martino dall'Argine, † 1670)

## Corsari(1)
- Scipione Cicala, corsaro, condottiero e navigatore ottomano (Messina - Diyarbakir, † 1605)

## Diplomatici(1)
- Scipione Giuseppe Castelbarco, diplomatico italiano (n. 1665 - † 1731)

## Dirigenti sportivi(1)
- Scipione Picchi, dirigente sportivo italiano

## Filosofi(1)
- Scipione Porzio, filosofo, medico e scrittore italiano (n. 1538 - † 1624)

## Generali(2)
- Scipione Guidi di Bagno, generale italiano (Mantova, n. 1660 - Vienna, † 1721)
- Scipione Ugoni, generale italiano (Brescia - Costabissara, † 1513)

## Geologi(1)
- Scipione Breislak, geologo e naturalista italiano (Roma, n. 1750 - Milano, † 1826)

## Giornalisti(1)
- Gianni Scipione Rossi, giornalista e saggista italiano (Viterbo, n. 1953)

## Giuristi(3)
- Scipione Barbò Soncino, giurista, biografo e storico italiano
- Scipione Capece, giurista e poeta italiano (Napoli - Napoli, † 1551)
- Scipione Gentili, giurista e letterato italiano (San Ginesio, n. 1563 - Altdorf, † 1616)

## Grammatici(1)
- Scipione Forteguerri, grammatico e umanista italiano (Pistoia, n. 1466 - Pistoia, † 1515)

## Imprenditori(1)
- Scipione Borghesi Bichi, imprenditore e politico italiano (Siena, n. 1801 - Siena, † 1877)

## Letterati(2)
- Scipione Bargagli, letterato italiano (Siena, n. 1540 - Siena, † 1612)
- Scipione Tolomei, letterato e scrittore italiano (Perugia, n. 1553 - Perugia, † 1630)

## Magistrati(1)
- Scipione Sighele, magistrato e politico italiano (Innsbruck, n. 1806 - Milano, † 1884)

## Matematici(1)
- Scipione del Ferro, matematico italiano (Bologna, n. 1465 - Bologna, † 1526)

## Medici(3)
- Scipione Mercurio, medico e religioso italiano (Roma - Roma)
- Scipione Riva Rocci, medico italiano (Almese, n. 1863 - Rapallo, † 1937)
- Scipione Salvotti, medico, poeta e patriota italiano (Verona, n. 1830 - Bologna, † 1883)

## Militari(2)
- Scipione Pico della Mirandola, militare e nobile italiano (Scaldasole, n. 1425 - † 1488)
- Scipione Scipioni, militare italiano (Citerna, n. 1867 - Roma, † 1940)

## Nobili(7)
- Scipione Borghese, nobile, viaggiatore e pilota automobilistico italiano (Migliarino Pisano, n. 1871 - Firenze, † 1927)
- Scipione Castelbarco, nobile italiano
- Scipione I de' Rossi, nobile e condottiero italiano (San Secondo Parmense, n. 1628 - Farfengo, † 1715)
- Scipione II de' Rossi, nobile italiano (San Secondo Parmense, n. 1715 - Venezia, † 1802)
- Scipione Sacchetti, IV marchese di Castelromano, nobile italiano (Lione, n. 1767 - Roma, † 1840)
- Scipione Salviati, nobile e politico italiano (Parigi, n. 1823 - Roma, † 1892)
- Scipione Simonetta, nobile e politico italiano (Milano, n. 1524 - Madrid, † 1584)

## Pastori protestanti(1)
- Scipione Lentolo, pastore protestante e teologo italiano (Napoli, n. 1525 - Chiavenna, † 1599)

## Pittori(6)
- Scipione Cignaroli, pittore italiano (Milano, n. 1690 - Torino, † 1753)
- Scipione Manni, pittore italiano (n. 1705 - † 1770)
- Scipione Pulzone, pittore italiano (Gaeta - Roma, † 1598)
- Scipione Sacco, pittore italiano (Sogliano al Rubicone, n. 1495 - Cesena, † 1558)
- Scipione Simoni, pittore italiano (Roma, n. 1853 - Roma, † 1918)
- Scipione Vannutelli, pittore italiano (Roma, n. 1833 - Roma, † 1894)

## Poeti(1)
- Scipione Errico, poeta, scrittore e drammaturgo italiano (Messina, n. 1592 - Messina, † 1670)

## Politici(3)
- Scipione Di Blasio, politico italiano (Casacalenda, n. 1834 - Napoli, † 1901)
- Scipione Provaglio, politico italiano (Brescia, † 1534)
- Scipione Ronchetti, politico italiano (Porto Valtravaglia, n. 1846 - Milano, † 1918)

## Religiosi(1)
- Scipione Bellabona, religioso e storico italiano (Avellino, n. 1603)

## Scrittori(1)
- Scipione Piattoli, scrittore, politico e prete italiano (Firenze, n. 1749 - Löbichau, † 1809)

## Scultori(2)
- Scipione Li Volsi, scultore italiano (Tusa, n. 1588 - Tusa, † 1667)
- Scipione Tadolini, scultore italiano (n. 1822 - † 1893)

## Storici(3)
- Scipione Ammirato, storico, genealogista e letterato italiano (Lecce, n. 1531 - Firenze, † 1601)
- Scipione Maffei, storico, drammaturgo e diplomatista italiano (Verona, n. 1675 - Verona, † 1755)
- Scipione Volpicella, storico, scrittore e bibliotecario italiano (Napoli, n. 1810 - Napoli, † 1883)

## Teorici della musica(1)
- Scipione Cerreto, teorico musicale, compositore e liutista italiano (Napoli, n. 1551 - Napoli, † 1633)

## Umanisti(1)
- Scipione di Manzano, umanista e letterato italiano (Cividale del Friuli, n. 1560 - Cividale del Friuli, † 1596)

## Vescovi cattolici(8)
- Scipione Agnelli, vescovo cattolico, letterato e giurista italiano (Mantova, n. 1586 - Casale Monferrato, † 1653)
- Scipione Caracciolo, vescovo cattolico italiano (Catania, † 1529)
- Scipione Damiano, vescovo cattolico italiano (Asti - Asti, † 1473)
- Scipione Montalcini, vescovo cattolico italiano (Crotone - Isola, † 1609)
- Scipione de' Ricci, vescovo cattolico italiano (Firenze, n. 1741 - Rignana, † 1810)
- Scipione Roero, vescovo cattolico italiano (Asti - Asti, † 1548)
- Scipione Spina, vescovo cattolico italiano (Napoli, n. 1542 - Lecce, † 1639)
- Scipione Tancredi, vescovo cattolico italiano (Montalcino, † 1641)

## Violinisti(1)
- Scipione Guidi, violinista italiano (Venezia, n. 1884 - Los Angeles, † 1966)

## Senza attività specificata(1)
- Scipione Cappa, ingegnere idraulico italiano (Torino, n. 1857 - San Maurizio Canavese, † 1910)